# Still Alive: The Remixes
Still Alive: The Remixes — збірка реміксів на пісню Still Alive шведської співачки Лізи Місковскі, видана 10 листопада 2008 року лейблом Artwerk. Оригінал пісні було написано спеціально для відеогри Mirror's Edge виробництва EA Digital Illusions CE.
Робота над центральною музичною темою релізу розпочалася у 2007 році, коли композитори Арнтор Біргіссон та Рамі Якуб з Maratone Studios отримали пропозицію написати спеціальну композицію для Mirror's Edge. З матеріалів, що стосувалися сутності та концепції гри, вони отримали лише короткий опис сюжету та декілька концепт-артів. Роботу композиторів курирував звукорежисер DICE Магнус Вальтерстад. Після створення інструментальної частини почався пошук підходящого вокаліста і врешті-решт було прийняте рішення зупинитися на кандидатурі Лізи Місковскі.
Пісню та деякі ремікси на неї було презентовано на попередніх демонстраціях гри, а перша її поява для широкого загалу сталася 6 травня 2008 року, коли Still Alive було включено до ігрового тизер-трейлера. У листопаді 2008 року в Лос-Анжелесі на оригінал пісні було відзнято відеокліп, режисером якого став Метью Ставскі. 
Через тиждень після виходу альбому сингл Still Alive потрапив до шведського національного хіт-параду, де протримався три тижні і досяг 29ої позиції.

## Список пісень
Було видано три версії альбому Still Alive: The Remixes: стандартний альбом, північноамериканська версія релізу та промо-видання, що було розміщене на диску з ПК-версією гри. Інші версії були представлені у різних форматах, включаючи 12-дюймові платівки та компакт диски, а також розміщені на сайтах мережевих роздрібних інтернет продавців: iTunes, Amazon, eMusic тощо. Найповнішою є північноамериканська версія альбому, що включає чотири додаткових ремікси порівняно зі стандартним виданням.

### Стандартне видання
| #     | Назва                                                    | Реміксер          | Тривалість |
| ----- | -------------------------------------------------------- | ----------------- | ---------- |
| 1.    | «Still Alive (Пісня з гри Mirror's Edge)» (радіо версія) |                   | 3:38       |
| 2.    | «Still Alive» (ремікс Бенні Бенассі, радіо версія)       | Бенні Бенассі     | 3:42       |
| 3.    | «Still Alive» (ремікс Арманда ван Хелдена)               | Арманд ван Хелден | 5:25       |
| 4.    | «Still Alive» (ремікс Пола ван Дайка, коротка версія)    | Пол ван Дайк      | 6:48       |
| 5.    | «Still Alive» (ремікс Бенні Бенассі)                     | Бенні Бенассі     | 8:26       |
| 6.    | «Still Alive» (ремікс Junkie XL)                         | Junkie XL         | 4:38       |
| 7.    | «Still Alive» (ремікс Teddybears)                        | Teddybears        | 4:37       |
| 37:14 |                                                          |                   |            |

### Північноамериканський реліз
| #     | Назва                                                            | Реміксер          | Тривалість |
| ----- | ---------------------------------------------------------------- | ----------------- | ---------- |
| 1.    | «Still Alive (Пісня з гри Mirror's Edge)» (радіо версія)         |                   | 3:38       |
| 2.    | «Still Alive» (ремікс Бенні Бенассі, радіо версія)               | Бенні Бенассі     | 3:42       |
| 3.    | «Still Alive» (ремікс Пола ван Дайка, радіо версія)              | Пол ван Дайк      | 3:39       |
| 4.    | «Still Alive» (ремікс Арманда ван Хелдена)                       | Арманд ван Хелден | 5:25       |
| 5.    | «Still Alive» (ремікс Бенні Бенассі)                             | Бенні Бенассі     | 8:26       |
| 6.    | «Still Alive» (ремікс Junkie XL)                                 | Junkie XL         | 4:38       |
| 7.    | «Still Alive» (ремікс Teddybears)                                | Teddybears        | 4:37       |
| 8.    | «Still Alive» (ремікс Пола ван Дайка)                            | Пол ван Дайк      | 9:34       |
| 9.    | «Still Alive (Пісня з гри Mirror's Edge)»                        |                   | 4:18       |
| 10.   | «Still Alive» (ремікс Пола ван Дайка, коротка версія)            | Пол ван Дайк      | 6:48       |
| 11.   | «Still Alive (Пісня з гри Mirror's Edge)» (радіо версія для США) |                   | 3:41       |
| 58:26 |                                                                  |                   |            |

### Промо-видання
| #     | Назва                                      | Реміксер          | Тривалість |
| ----- | ------------------------------------------ | ----------------- | ---------- |
| 1.    | «Still Alive (Пісня з гри Mirror's Edge)»  |                   | 4:20       |
| 2.    | «Still Alive» (ремікс Бенні Бенассі)       | Бенні Бенассі     | 8:24       |
| 3.    | «Still Alive» (ремікс Junkie XL)           | Junkie XL         | 4:37       |
| 4.    | «Still Alive» (ремікс Пола ван Дайка)      | Пол ван Дайк      | 9:36       |
| 5.    | «Still Alive» (ремікс Teddybears)          | Teddybears        | 4:38       |
| 6.    | «Still Alive» (ремікс Арманда ван Хелдена) | Арманд ван Хелден | 5:25       |
| 37:00 |                                            |                   |            |

## Виконавці
- Ліза Місковскі — вокал
- Бенні Бенассі — ремікс
- Пол ван Дайк — ремікс
- Арманд ван Хелден — ремікс
- Том «Junkie XL» Голькенборг — ремікс
- Teddybears — ремікс